# Contrières
Contrières est une ancienne commune française rurale du département de la Manche et la région Normandie, peuplée de 372 habitants, commune déléguée au sein de Quettreville-sur-Sienne depuis le 1er janvier 2019.

## Géographie

### Localisation
La grande ville la plus proche est Saint-Lô, distante de 29 km. Les cours d'eau que comprend la commune sont le fleuve côtier la Sienne (long de 92,6 km), la rivière la Vanne et les ruisseaux de Malfiance et de Beaudebec. La pointe d'Agon est à environ 10 km. Le parc naturel régional des marais du Cotentin et du Bessin se trouve distant de 17 km.
Le climat est océanique avec des étés tempérés.
| Orval                   | Orval, Saussey          | Saussey, Saint-Denis-le-Vêtu |
| Quettreville-sur-Sienne | Contrières              | Saint-Denis-le-Vêtu          |
| Quettreville-sur-Sienne | Quettreville-sur-Sienne | Trelly                       |

## Toponymie
Le nom de la localité est attesté sous les formes Contrariis aux XIIe et XIIIe siècles, Contreires en 1206, Contreriis en 1180 et 1213, Contreres en 1230, Contreriis en 1253.
François de Beaurepaire mentionne la locution contraria ripa « rive opposée » attestée en latin médiéval, qui permettrait selon lui d'expliquer cette dénomination de Contrières, « occupant un site opposé par rapport à l'autre rive de la Sienne ». Contrières n'est pas directement située au bord de la Sienne, mais à près de deux kilomètres de cette rivière ; le cours d'eau qui baigne la localité est le ruisseau de Beaudebec sur la rive gauche duquel elle se trouve, sur une légère hauteur. Il faudrait alors considérer qu'il fait allusion au site de Contrières « de l'autre côté (de la butte) », par rapport à Saussey.
Le gentilé est Contrièrais.

## Histoire
En 1066, les seigneurs de Contrières, Raoul de Quesnay (de Kaineto en latin médiéval) et un « sieur de Monceaux » (Guillaume de Monceaux), sont à Hastings avec Guillaume le Conquérant. Deux siècles plus tard, en 1204, Philippe Auguste compte parmi ses alliés le seigneur de Monceaux responsable du château de Gavray. Au XIVe siècle, la famille Louvel dirige les deux fiefs de Contrières et de Monceaux.
Plus tard, à la Révolution, François Armand Bonaventure Louvel de Monceaux participa à la chouannerie normande.
En 1793, la commune portait le nom de Contriéres. Avant 1800, Contrières (754 habitants en 1793) absorbe la commune de Quesney (227 habitants), au sud de son territoire. Elle prend le nom de Contrières en 1801. Aux alentours de 1830, c'est la famille De Cahouët qui succède aux Louvel.
Le 1er janvier 2019, la commune fusionne avec Quettreville-sur-Sienne (déjà issu d'une fusion en 2016 avec Hyenville), Guéhébert, Trelly et Hérenguerville, et devient alors une commune déléguée.

## Politique et administration
| Période                                  | Période       | Identité                    | Étiquette | Qualité                        |
| ---------------------------------------- | ------------- | --------------------------- | --------- | ------------------------------ |
| Les données manquantes sont à compléter. |               |                             |           |                                |
| 1860                                     | 1878          | Ernest-Hippolyte de Cahouët |           |                                |
|                                          |               |                             |           |                                |
| juin 1995                                | décembre 2018 | Camille Marie               | SE        | Négociant en aliment du bétail |

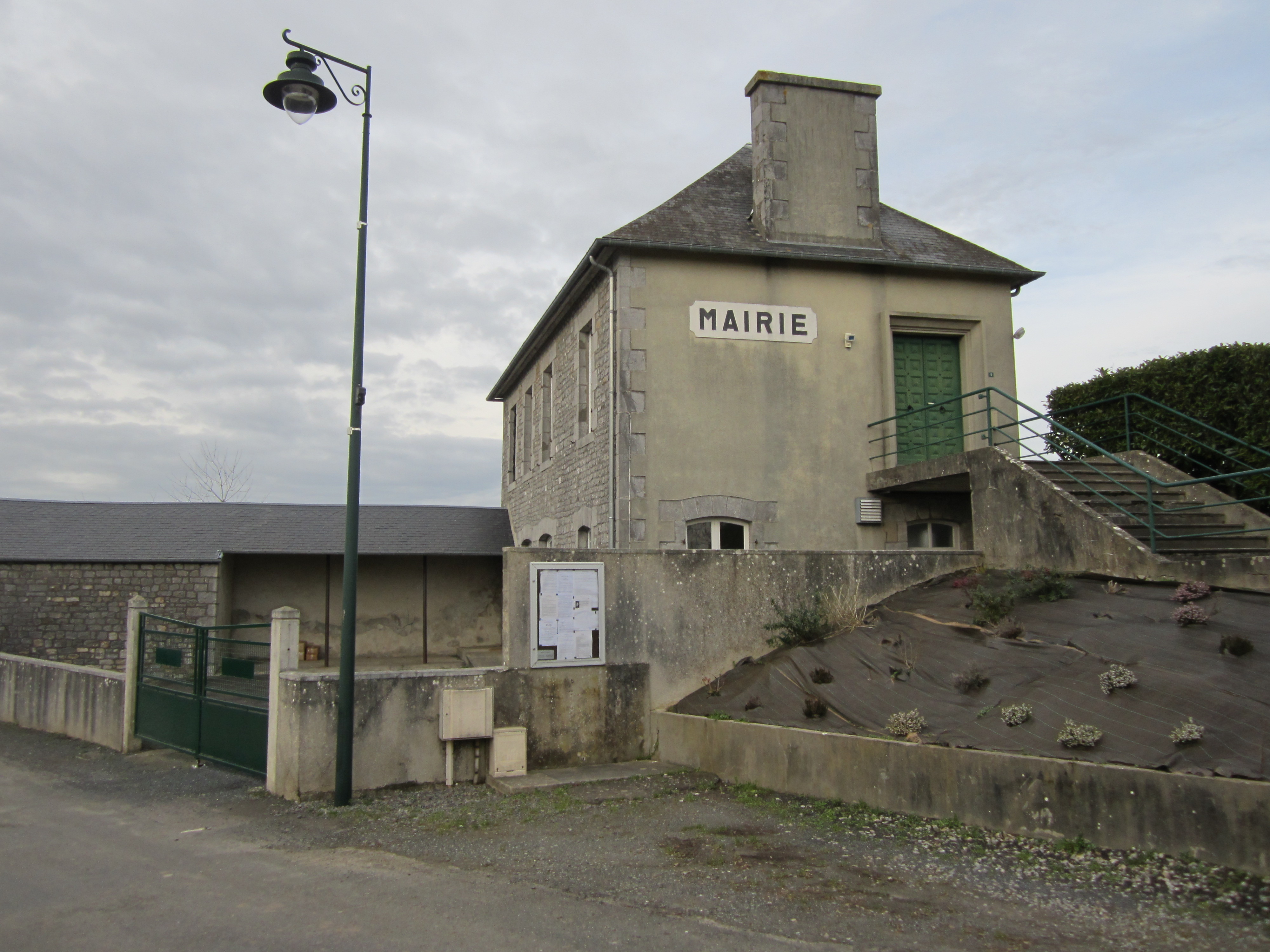
La mairie.

Le conseil municipal était composé de onze membres dont le maire et trois adjoints.
| Période                                  | Période                               | Identité          | Étiquette | Qualité |
| ---------------------------------------- | ------------------------------------- | ----------------- | --------- | --- |
| Les données manquantes sont à compléter. |                                       |                   |           | |
| janvier 2019                             | mai 2020                              | Camille Marie     | SE        | Négociant |
| mai 2020                                 | mars 2022 (Décédé en cours de mandat) | Eric de Laforcade | SE        | Officier de l'Armée de terre retraité Ancien président de la communauté de communes de Montmartin-sur-Mer (2009-2016) |
| avril 2022                               | En cours                              | Martine Corbière  | SE        | Retraitée cadre de l'université                                                                                       |

## Démographie
En 2021, la commune comptait 372 habitants. Depuis 2004, les enquêtes de recensement dans les communes de moins de 10 000 habitants ont lieu tous les cinq ans (en 2008, 2013, 2018, etc. pour Contrières) et les chiffres de population municipale légale des autres années sont des estimations.
| 1793 | 1800 | 1806 | 1821 | 1831 | 1836 | 1841 | 1846 | 1851 |
| ---- | ---- | ---- | ---- | ---- | ---- | ---- | ---- | ---- |
| 754  | 916  | 953  | 965  | 803  | 792  | 776  | 751  | 710  |

| 1856 | 1861 | 1866 | 1872 | 1876 | 1881 | 1886 | 1891 | 1896 |
| ---- | ---- | ---- | ---- | ---- | ---- | ---- | ---- | ---- |
| 679  | 679  | 664  | 641  | 645  | 615  | 596  | 565  | 572  |

| 1901 | 1906 | 1911 | 1921 | 1926 | 1931 | 1936 | 1946 | 1954 |
| ---- | ---- | ---- | ---- | ---- | ---- | ---- | ---- | ---- |
| 546  | 505  | 465  | 443  | 452  | 456  | 433  | 418  | 450  |

| 1962 | 1968 | 1975 | 1982 | 1990 | 1999 | 2008 | 2013 | 2018 |
| ---- | ---- | ---- | ---- | ---- | ---- | ---- | ---- | ---- |
| 388  | 344  | 335  | 298  | 335  | 332  | 378  | 379  | 366  |

| 2019 | - | - | - | - | - | - | - | - |
| ---- | - | - | - | - | - | - | - | - |
| 367  | - | - | - | - | - | - | - | - |

## Économie
Les principales activités sont l'agriculture et l'élevage.
Parmi les AOC, on trouve les prés-salés du Mont-Saint-Michel, le camembert de Normandie, le pont-l’évêque, le calvados et le pommeau de Normandie.

## Lieux et monuments
- Église Sainte-Marguerite, d'origine romane, construite au XIe siècle, avec clocher en bâtière de tradition normande dont la tour quadrangulaire du XVe siècle dut être reconstruite à la suite des dégâts causés par la foudre en décembre 1811. Elle abrite des fonts baptismaux romans du XIIe, dont la cuve baptismale, en granit, est sculptée de « La Grand Messe aux Épées », qui s'est tenue juste avant la bataille de Hastings en 1066[17], classés au titre objet aux monuments historiques en 1908[18], un bas-relief du XVIe, une épitaphe de « Maistre » Pierre Damien (1502)[5]. Le mobilier de l'église comprend également un vitrail qui commémore les morts de 1914-1918, ainsi que les statues de sainte Barbe et sainte Marguerite.
- Ancienne chapelle de Quesnay dédiée à sainte Marguerite, de style roman du XIe siècle et le presbytère, propriété privée, situés juste à côté du château. L'ancienne paroisse de Quesnay fut rattachée à la commune de Contrières en 1794. Vers 1200, son église relevait de l'abbaye de Hambye[19].
- Manoir de Contrières du XVIe siècle, près de l'église, avec pigeonnier circulaire. Il fut au XVIIIe siècle la possession de Louvel de Monceaux[20].
- Château de Quesnay, du XVIIe siècle, à deux piliers à damiers de brique et de pierre à l'entrée.
- Château de Monceaux des XVIIIe – XIXe siècles.
- If funéraire millénaire du cimetière, classé au patrimoine végétal de la Manche, d'une hauteur de 12 mètres, et d'une circonférence de 3,90 mètres[5].
- Ancien moulin à eau sur la Vanne, avec roue à aubes, près du château du Quesnay.

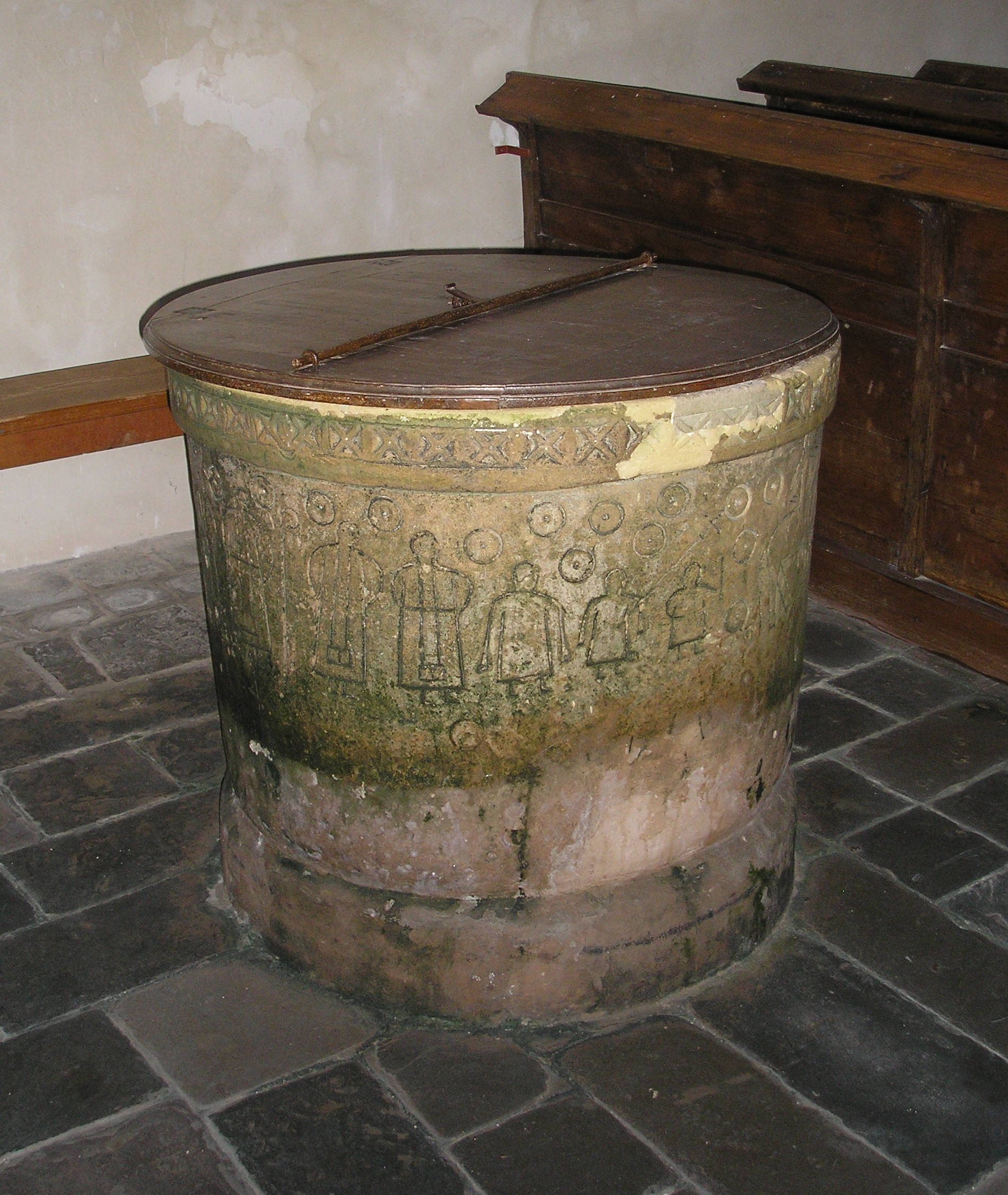
Les fonts baptismaux de l'église Sainte-Marguerite.
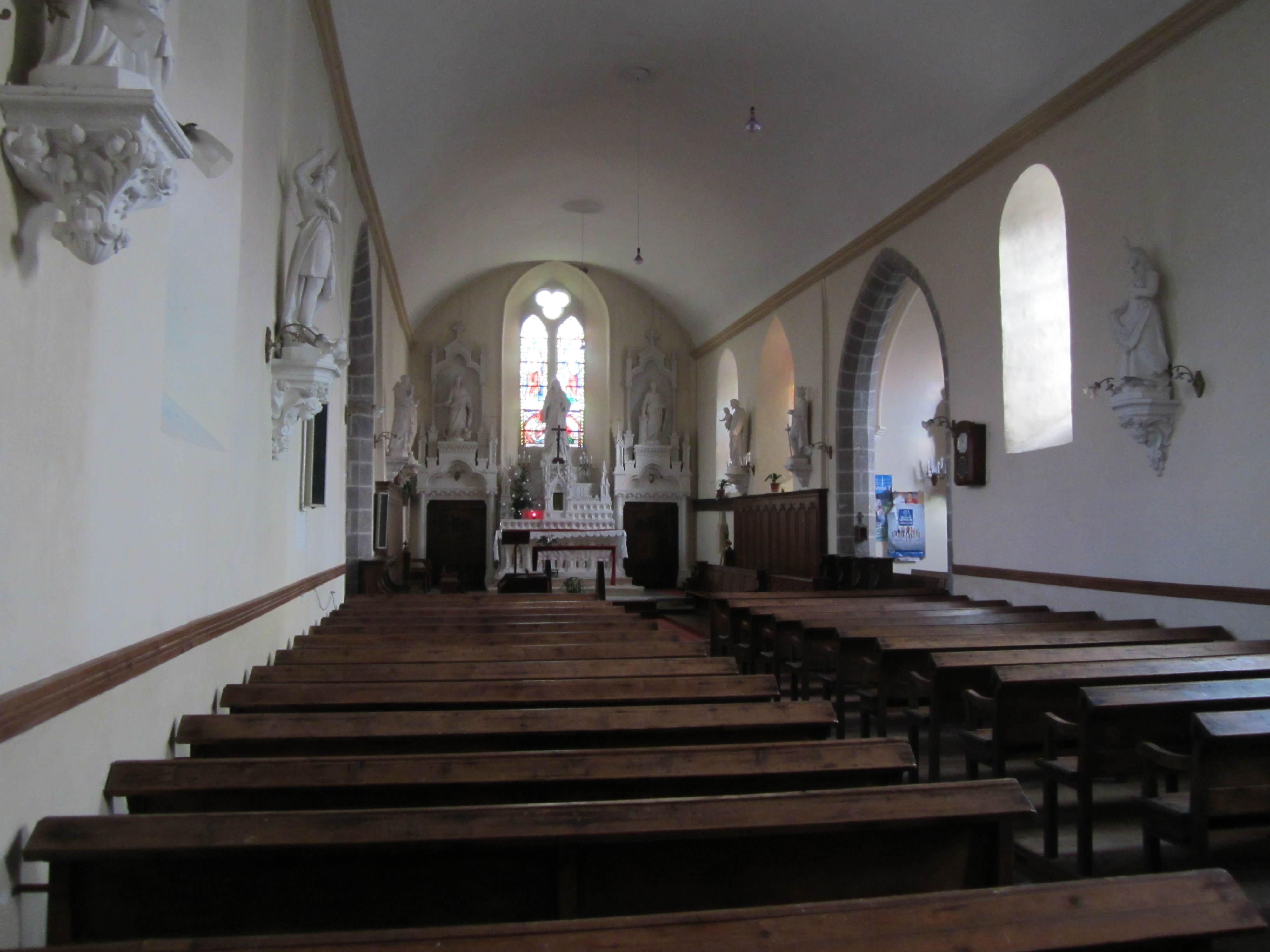
L'intérieur de l'église Sainte-Marguerite.
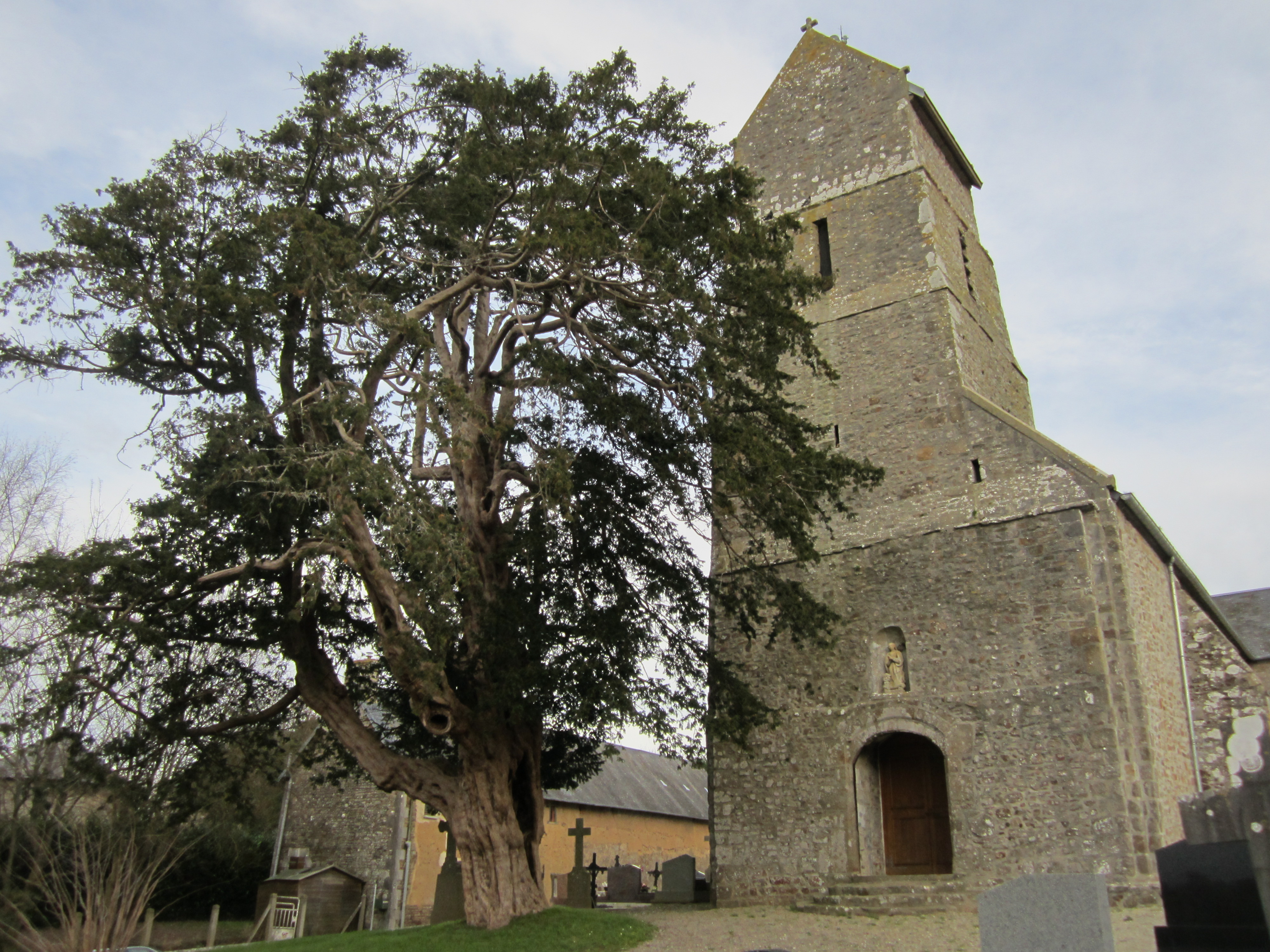
L'if millénaire.

## Activité et manifestations
La commune comprend huit associations relatives à des activités culturelles, de loisirs et au sport. Contrières est par ailleurs jumelée avec une commune alsacienne du Bas-Rhin, Bergbieten. Enfin, une coopération s'est mise en place avec le village de Zingan au Burkina-Faso.

### Sports
L'Entente sportive Trelly-Quettreville-Contrières fait évoluer deux équipes de football en divisions de district.

### Animations
La Sainte-Marguerite (3e week-end de juillet), fête traditionnelle autour d'un repas champêtre au feu de bois, avec animation.

## Personnalités liées à la commune
- François Louvel de Monceaux (1768-1848), né et mort à Contrières, colonel d'artillerie, maire de Contrières, député de 1822à 1830, conseiller général de 1825 à 1830 et président du Conseil général de 1826 à 1827 et en 1829[5].
- Jacques-Louis Daniel (Contrières, 1794 - Coutances, 1862), ordonné prêtre en 1819, évêque de Coutances et Avranches en 1854, et recteur de l'académie de Caen.